# В оточенні ідіотів, або як зрозуміти тих, кого неможливо зрозуміти
В оточенні ідіотів, або Як зрозуміти тих, кого неможливо зрозуміти (англ. Surrounded by Idiots: How to Understand Those Who Cannot Be Understood) — книга шведського письменника, психолога з соціальних комунікацій Томаса Еріксона. Томас написав дві науково-популярні книги про спілкування та поведінку людей — В оточенні ідіотів, В оточенні психопатів.